# 阿尔布尼亚诺
阿尔布尼亚诺（義大利語：Albugnano），是意大利阿斯蒂省的一个市镇。总面积9.47平方公里，人口558人，人口密度58.9人/平方公里（2009年）。ISTAT代码为005002。